# تیراندازی در المپیک تابستانی ۱۹۱۲
تیراندازی در بازی‌های المپیک تابستانی ۱۹۱۲ نام رویداد ورزش تیراندازی در بازی‌های المپیک تابستانی بود که در سال ۱۹۱۲ برگزار شد. این مسابقات از ۱۸ بخش تشکیل شده بود که در استکهلم برگزار شد.

## کشورهای شرکت کننده
در این مسابقات، ۲۸۳ ورزشکار از ۱۶ کشور در این مسابقات به رقابت با یک دیگر پرداختند.
- اتریش (۷)
- کانادا (۳)
- شیلی (۲)
- دانمارک (۱۴)
- فنلاند (۱۹)
- فرانسه (۱۹)
- آلمان (۱۱)
- بریتانیای کبیر (۳۸)
- یونان (۹)
- مجارستان (۱۰)
- هلند (۱)
- نروژ (۲۸)
- روسیه (۲۶)
- آفریقای جنوبی (۸)
- سوئد (۶۲)
- ایالات متحده آمریکا (۲۶)

## جدول مدال‌ها
| رتبه | کشور                      | طلا | نقره | برنز | مجموع |
| ۱    | سوئد (SWE)                | ۷   | ۶    | ۴    | ۱۷    |
| ۲    | ایالات متحده آمریکا (USA) | ۷   | ۴    | ۳    | ۱۴    |
| ۳    | فرانسه (FRA)              | ۲   | ۰    | ۰    | ۲     |
| ۴    | بریتانیای کبیر (GBR)      | ۱   | ۴    | ۴    | ۹     |
| ۵    | مجارستان (HUN)            | ۱   | ۰    | ۰    | ۱     |
| ۶    | دانمارک (DEN)             | ۰   | ۱    | ۲    | ۳     |
| ۷    | آلمان (GER)               | ۰   | ۱    | ۱    | ۲     |
| ۷    | نروژ (NOR)                | ۰   | ۱    | ۱    | ۲     |
| ۷    | روسیه (RUS)               | ۰   | ۱    | ۱    | ۲     |
| ۱۰   | فنلاند (FIN)              | ۰   | ۰    | ۲    | ۲     |